# 葉月にこ
葉月 にこ（はづき にこ、2007年6月6日 - ）は、日本のタレント、アイドルである。アイドルグループ『スリジエWEST』のメンバー。大阪府枚方市出身。ドリームプロジェクト所属。愛称は"にこちゃん"・"にこたん"など。ファンは『ニコ☆イチ』と呼ばれる。担当カラーは赤。血液型A型。

## 来歴
2019年10月30日ドリームプロジェクトに所属。
2019年11月1日に個人Twitter開設。
2019年12月1日仮面女子シアターで"スリジエ候補生WEST"としてステージデビュー。
2022年7月15日にスリジエWESTを卒業すると発表。